# Micah Alberti
Pour les articles homonymes, voir Alberti.
Micah Anthony Alberti, né le 19 août 1984 à Oregon (Wisconsin), est un acteur et mannequin américain. Alberti a commencé le mannequinat étant adolescent et entamé sa carrière d'acteur en ayant joué James Edward Martin dans la série télévisée La Force du destin.

## Biographie

### Vie privée
Entre 2008 et 2010, il a été en couple avec Rumer Glenn Willis, la fille aînée de Demi Moore et Bruce Willis. 

## Filmographie

### Cinéma
- 2005 : American Pie: No Limit! : Joueur de football
- 2008 : Beer for My Horses : Jeff
- 2009 : Forget Me Not : Jake

### Courts-métrages
- 2010 : Wake Up

### Télévision

#### Séries télévisées
- 2003 : La force du destin : Jamie Martin
- 2004 : As the World Turns : Grown-Up Cabot
- 2004 : Smallville : Nathan Dean
- 2005 : Touche pas à mes filles : Justin
- 2005-2008 : Wildfire : Matt Ritter
- 2007 : Les experts: Miami : Zach Hemmings
- 2011 : The Icarus II Project : Jones

#### Téléfilms
- 2009 : Doc West : Burt Baker
- 2009 : Doc West 2 : l'Homme à la gâchette : Burt Baker
- 2009 : Xtra Credit : Cole hurley
- 2011 : Mon père, ce rockeur : Ryan
- 2013 : Détresse en plein ciel : Peter
- 2013 : Le ranch de la vengeance : Chuck Eastman
- 2013 : Recherche ma mère désespérément : Vance
- 2016 : Ma patronne, mon ennemie : Grant